# Osvaldo Suárez
Juan Osvaldo Roberto Suárez (ur. 17 marca 1934 w Sarandí, zm. 16 lutego 2018) – argentyński lekkoatleta, długodystansowiec, wielokrotny mistrz igrzysk panamerykańskich i Ameryki Południowej, dwukrotny olimpijczyk.

## Kariera sportowa
W wieku 19 lat zwyciężył w biegu na 5000 metrów na nieoficjalnych mistrzostwach Ameryki Południowej w 1953 w Santiago. 
Zdobył złote medale w biegu na 5000 metrów (wyprzedzając Horace’a Ashenfeltera ze Stanów Zjednoczonych i Jaime Correę z Chile) oraz w biegu na 10 000 metrów (przed Vicente Sánchezem z Meksyku i Correą) na igrzyskach panamerykańskich w 1955 w Meksyku. Zwyciężył na obu tych dystansach oraz w półmaratonie na mistrzostwach Ameryki Południowej w 1956 w Santiago.
Nie mógł pojechać na igrzyska olimpijskie w 1956 w Melbourne, gdyż decyzją panującego wówczas w Argentynie reżimu Revolución Libertadora został zdyskwalifikowany za nieprawidłowości związane z kosztami podróży. Ponownie zwyciężył w biegach na 5000 metrów i na 10 000 metrów oraz w półmaratonie na mistrzostwach Ameryki Południowej w 1958 w Montevideo. Zdobył złoty medal w biegu na 10 000 metrów (przed Dougiem Kyle’em z Kanady i Bobem Sothem z USA oraz srebrny medal w biegu na 5000 metrów (za Billem Dellingerem z USA, a przed Kyle’em) na igrzyskach panamerykańskich w 1959 w Chicago. Na igrzyskach olimpijskich w 1960 w Rzymie wystąpił w maratonie, w którym zajął 9. miejsce.
Zwyciężył w biegach na 5000 metrów, na 10 000 metrów i w maratonie na igrzyskach ibero-amerykańskich w 1960 w Santiago. Po raz trzeci zdobył złote medale  w biegach na 5000 metrów i na 10 000 metrów na mistrzostwach Ameryki Południowej w 1961 w Limie. Na tych samych mistrzostwach zdobył brązowy medal w biegu na 1500 metrów.
Zwyciężył w biegach na 500 metrów i na 10 000 metrów oraz zdobył brązowy medal w biegu na 1500 metrów na igrzyskach ibero-amerykańskich w 1962 w Madrycie. Po raz kolejny zdobył złote medale w biegach na 5000 metrów i na 10 000 metrów na mistrzostwach Ameryki Południowej w 1963 w Cali. 
Na igrzyskach panamerykańskich w 1963 w São Paulo zdobył złoty medal w biegu na 5000 metrów (przed Amerykanami Charleyem Clarkiem i Bobem Schulem) oraz srebrny medal w biegu na 10 000 metrów (za Pete’em McArdle’em z USA, a przed Eligio Galicią z Meksyku). Nie ukończył maratonu na igrzyskach olimpijskich w 1964 w Tokio.
Zdobył złoty medal w biegu na 10 000 metrów i srebrny medal w biegu na 5000 metrów na mistrzostwach Ameryki Południowej w 1967 w Buenos Aires. Zajął 5. miejsce w biegu na 5000 metrów i nie ukończył biegu na 10 000 metrów na igrzyskach panamerykańskich w 1967 w Winnipeg.
Trzykrotnie (w latach 1958–1960) triumfował w biegu sylwestrowym w São Paulo, a w 1957 zajął w nim 2. miejsce.
Później był trenerem lekkoatletycznym.